# Datana robusta
Datana robusta är en fjärilsart som beskrevs av John Kern Strecker 1872. Datana robusta ingår i släktet Datana och familjen tandspinnare. Inga underarter finns listade i Catalogue of Life.